# Пантіані (Каспський муніципалітет)
Пантіані (груз. პანტიანი) — село в Грузії.
За даними перепису населення 2014 року в селі проживає 66 осіб.